# Kirche von Näs (Gotland)

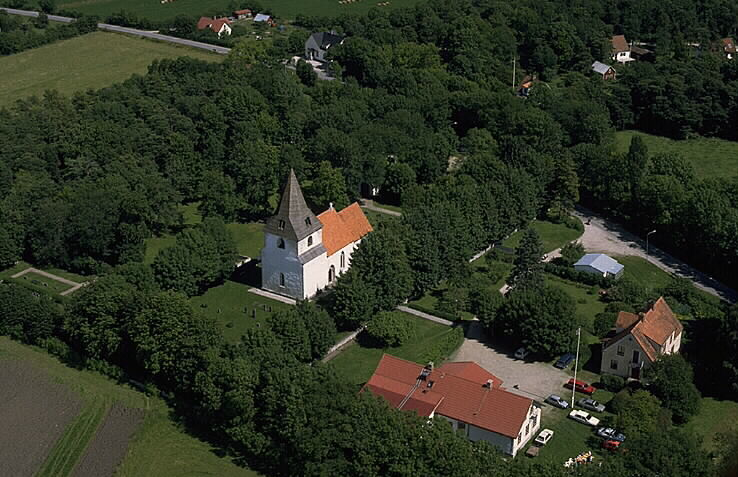
Kirche von Näs

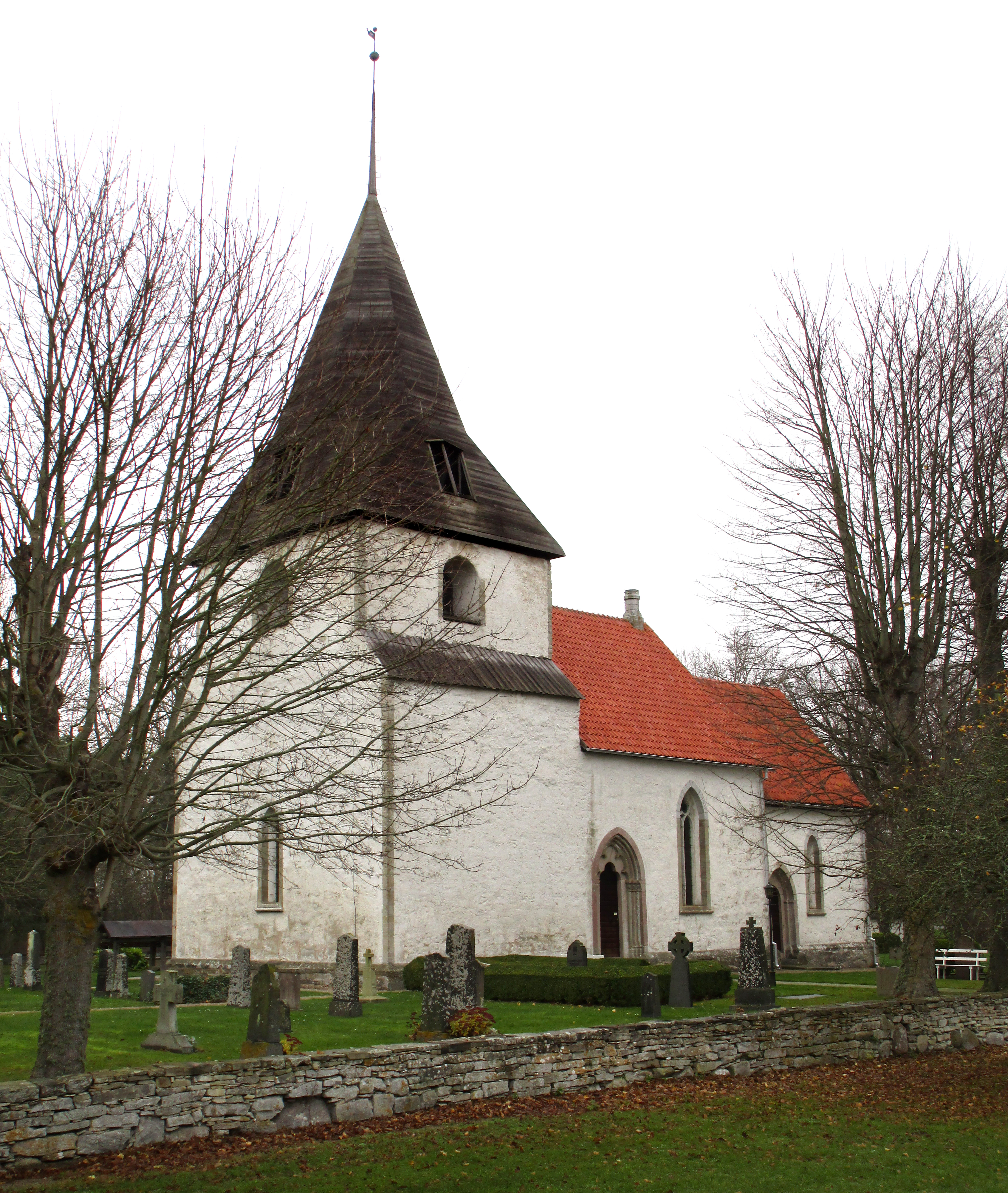
Kirche von Näs auf Gotland

Die Kirche von Näs (schwedisch Näs kyrka) ist eine gotische Landkirche auf der schwedischen Insel Gotland. Sie gehört zur Kirchengemeinde (schwedisch församling) Näs im Pastorat Havdhem im Bistum Visby.

## Lage
Die Kirche liegt am Anfang einer Halbinsel im Südwesten von Gotland.  Sie liegt westlich der Straße 140 von Klintehamn nach Burgsvik, 59 km südlich von Visby, 31 km südlich von Klintehamn, 9 km nordwestlich von Burgsvik und 15 km südlich von Hemse.  Das Kirchspiel bedeckt die ganze Halbinsel, die an der Südwestküste der Insel gegenüber von Burgsvik nach Süden ragt.
Sie ist innerhalb des Kirchspiels sowohl bezüglich der Höfe als auch bezüglich des Wegenetzes zentral gelegen.

## Kirchengebäude
Die mittelalterliche Kirche besteht aus einem Langhaus, einem Kirchturm im Westen, einem schmaleren, gerade abschließenden Chor im Osten und einer Sakristei auf der Nordseite des Chors. Das Baumaterial ist Sandstein, mit Kalkstein in den Portalen. Das Langhaus, der Turm und der Chor sind einheitlich in der zweiten Hälfte des 13. Jahrhunderts gebaut worden. Die Sakristei kam erst viel später 1814 hinzu und wurde 1862 erweitert. Die Fassaden der Kirche sind mit Ausnahme der Wandecken und der Umfassungen, wo man die Steine frei gelassen hat, weiß verputzt. Das Langhaus, der niedrigere Chor und die Sakristei sind mit Dachziegeln als Satteldächer gedeckt. Der obere Teil des Turmes, oberhalb eines Pultdachs im Norden und Süden, ist schmaler und wird durch eine kurze Spitze mit Schallöffnungen gekrönt. Das heutige Obergeschoss der Turmspitze ist von 1864.  Die Eingänge befinden sich auf der Nordseite des Turms, auf der Südseite des Langhauses und auf der Südseite des Chors. Die Portale haben spitzbogige Umfassungen. Das Langhausportal hat ein skulpturiertes Kapitellband. Das Turmportal ist von 1989 bis 1990 rekonstruiert worden. Das Ostfenster des Chors ist noch ursprünglich, die übrigen bekamen ihre heutige Gestalt bei der Restaurierung von 1910. Der Chor, das Langhaus und der Turmraum sind von innen durch ein Zeltgewölbe gedeckt. Das Langhausgewölbe ist eines der größten auf ganz Gotland. Der Triumphbogen und der Turmbogen sind oben spitz. Bei der Restaurierung unter Anleitung des Architekten Jan Utas von 1989 bis 1990 wurden Kalkmalereien wieder hervorgeholt. Die ornamentalen Malereien des Chors und die Quaderbemalung des Triumphbogens stammen noch aus der zweiten Hälfte des 13. Jahrhunderts.  Die Passionsbilder im Langhaus, von denen zwei Szenen erkennbar sind, gehören zum Werk des Passionsmeisters aus dem 15. Jahrhundert. Man findet auch Reste von nachreformatorischem gemaltem Dekor. Von Interesse sind auch die mittelalterlichen Putzritzungen  und eine gut erhaltene Weihwassernische auf der Innenseite des Langhausportals.

## Ausstattung
- Der Altar aus Sandstein wurde 1692 in Burgsvik angefertigt.  Er zeigt als Motiv Abraham, Mose und Aaron.
- Die Kommunionbank und das Chorgestühl sind aus dem 17. Jahrhundert.
- Der Taufstein ist von 1699.
- Die Kanzel ist möglicherweise 1706 angefertigt.
- Die Armenkasse ist von 1786.
- Ein Votivschiff aus den 1870er Jahren ist eine Gabe eines Seemanns aus Näs.
- Das Triumphkreuz ist eine Kopie eines mittelalterlichen Kreuzes.